# ドン・バージェス
ドン・バージェス（Don Burgess, 1956年5月28日 - ）はアメリカ合衆国カリフォルニア州サンタモニカ出身の映画撮影監督。

## 人物
『フォレスト・ガンプ/一期一会』や『キャスト・アウェイ』、『ポーラー・エクスプレス』といったロバート・ゼメキス作品の撮影で知られている。『フォレスト・ガンプ』ではアカデミー撮影賞にノミネートされた。

## 主な作品
- ブラインド・フューリー Blind Fury (1989)
- モー・マネー Mo' Money (1992)
- スペース・レンジャーズ Space Rangers (1993)
- フォレスト・ガンプ/一期一会 Forrest Gump (1994)
- リッチー・リッチ Ri¢hie Ri¢h (1994)
- 彼と彼女の第2章 Forget Paris (1995)
- 夕べの星 The Evening Star (1996)
- コンタクト Contact (1997)
- ホワット・ライズ・ビニース What Lies Beneath (2000)
- キャスト・アウェイ Cast Away (2000)
- スパイダーマン Spider-Man (2002)
- ターミネーター3 Terminator 3: Rise of the Machines (2003)
- 僕はラジオ Radio (2003)
- 13 ラブ 30 サーティン・ラブ・サーティ 13 Goes on 30  (2004)
- ポーラー・エクスプレス The Polar Express (2004)
- 南極物語 Eight Below (2006)
- Gガール 破壊的な彼女 My Super Ex-Girlfriend (2006)
- 魔法にかけられて Enchanted (2007)
- フールズ・ゴールド/カリブ海に沈んだ恋の宝石 Fool's Gold (2008)
- 屋根裏のエイリアン Aliens in the Attic (2009)
- ミッション: 8ミニッツ Source Code (2011)
- ザ・ウォーカー The Book of Eli (2010)
- プリースト Priest (2011)
- ザ・マペッツ The Muppets (2001)
- フライト Flight (2012)
- 42 〜世界を変えた男〜 42 (2013)
- ザ・マペッツ2/ワールド・ツアー Muppets Most Wanted (2014)
- 死霊館 エンフィールド事件 The Conjuring 2 (2016)
- マリアンヌ Allied (2016)
- モンスタートラック Monster Trucks (2016)
- 奇跡の絆 Same Kind of Different as Me (2017)
- セクスタプレッツ 〜オレって六つ子だったの?〜 Sextuplets (2019)
- 魔女がいっぱい The Witches (2020)
- クリスマス・クロニクル PART2 The Christmas Chronicles 2 (2020)
- ピノキオ Pinocchio (2022)